# Joyeuse retraite 2
Série
Joyeuse retraite !
(2019)
Pour plus de détails, voir Fiche technique et Distribution.
Joyeuse retraite 2 est une comédie française réalisée par Fabrice Bracq et sortie en 2022. Elle fait suite au film Joyeuse retraite ! sorti en 2019,.
Le film suit Philippe et Marilou qui pensaient enfin profiter de leur retraite dans leur nouvelle maison au Portugal. Alors qu'ils arrivent sur place avec leurs trois petits-enfants, Léa, leur ex belle-fille et Olivier leur cousin, la maison est encore en chantier ! Ils décident alors de reprendre le chantier. Ce n'est que le début de vacances qui ne s'annoncent absolument pas comme prévues.

## Synopsis
À la suite de leurs déboires dans le précédent film, Philippe et Marilou se rendent au Portugal pour découvrir leur maison de vacances. Ils sont accompagnés d'Olivier, leur cousin (chargé du projet), Léa, leur ex belle-fille, Casa, son petit garçon ainsi que leur petits-enfants Félix et Juliette. À leur arrivée, les retraités découvrent que la maison est toujours en construction, qu'un âne (baptisé « Bob » pour « Bob Dylan ») squatte leur terrain et qu'Alves, l'ouvrier, a déserté le chantier. 
Olivier tente sans succès de le contacter et la famille s'installe au premier étage, seule partie pratiquement terminée. Philippe en profite pour confier discrètement à Olivier la bague qu'il compte offrir à Marilou pour fêter leur anniversaire de mariage. En essayant de trouver une cachette, Olivier pose la bague sur la table de la cuisine et Bob l'avale. Le lendemain matin, à la surprise générale, Alves se présente dans la maison et jure sur son honneur qu'il va terminer les travaux. Tous se rendent dans un magasin de bricolage pour acheter du matériel et Casa défèque dans les toilettes d'exposition. Espérant que personne ne les a vus, Philippe et Olivier sortent avec le petit garçon. Une fois les articles payés, Alves s'en va dans la direction inverse du chantier et, pensant qu'il les a arnaqués, une course poursuite s'engage entre les Français et le Portugais. Tout se finit en accident mais Alves (qui ne se doute de rien) disparait et la famille constate qu'en partant précipitamment, ils ont oublié Juliette et Félix sur le parking du magasin.
De retour là-bas, via les caméras de surveillance, les vigiles retrouvent Juliette et Félix qui sont emmenés par une mamie. La famille est cependant sommée de partir quand la sécurité découvre ce qu'a fait le petit garçon dans les toilettes. Ne sachant que faire, les Français se rendent au commissariat pour lancer une enquête pour arrêter Alves et retrouver les enfants. Sur le chemin du retour, Cécile et Arnaud (leur fille et leur gendre qui doivent les rejoindre), les appellent pour prendre des nouvelles. Philippe, Marilou et Olivier montent une mise en scène pour éviter qu'ils ne découvrent la vérité mais par un concours de circonstances, Casa manque de se faire percuter par des voitures. La scène s'étant déroulée sous les yeux d'un agent de police et par quiproquo, Philippe et Olivier sont conduits au poste. Léa, choquée, décide de partir avec son fils mais finit par revenir et se réconcilie avec Marilou pour trouver une solution. 
Le lendemain, Alves arrive avec son matériel et continue les travaux. Léa informe Marilou (partie entre-temps au poste), qu'ils se sont trompés et que l'ouvrier était sincère. Philippe et Olivier sortis de garde à vue, il est décidé de former deux groupes : Philippe et Marilou d'un côté et Olivier et Léa de l'autre, pour retrouver les enfants. Une course poursuite s'engage à nouveau quand les retraités croisent par hasard la voiture de la mamie avec leur petits-enfants mais les Français finissent dans le décor. De leur côté, Olivier et Léa sont contraints d'aller à l'aéroport pour retarder Cécile et Arnaud mais à la surprise du cousin, les deux enfants s'y trouvent. Juliette et Félix expliquent que Rosa, la mamie, tenta de les aider mais que leurs diverses tentatives échouèrent toutes. Sachant que leurs parents seraient à l'aéroport aujourd'hui, ils demandèrent à Rosa de les y conduire.
De retour à la maison et comprenant que ses parents lui ont menti, Cécile entre dans une violente colère jusqu'à refuser qu'ils gardent à nouveau leurs petits-enfants. Marilou décide de partir et Philippe la rejoint sur la plage où il lui offre la bague (l'écrin étant vide, Marilou feint la surprise pour éviter de le décevoir). Cécile appelle son arrière grand-mère pour lui demander conseil et la vieille femme lui fait comprendre que la maison n'est ni pour Philippe ni pour Marilou mais pour leurs enfants. Cécile se réconcilie avec eux et toute la famille aide Alves à finir les travaux. Olivier réussit à récupérer la bague et Philippe peut enfin fêter son anniversaire avec Marilou.
Enfin tranquilles, les retraités reçoivent un appel du commissaire chargé de leur plainte qui leur annonce l'arrestation d'Alves et avoir retrouvé leur petits-enfants. Les Français s'expliquent et tous peuvent enfin profiter des vacances au Portugal.

## Fiche technique
- Titre original : Joyeuse retraite 2
- Réalisation et scénario : Fabrice Bracq
- Musique : Adrien Bekerman
- Décors : Arnaud Putman
- Costumes : Lisa Korn
- Photographie : Stéphane Cami
- Montage : Fabrice Bracq et Sarah Perrain
- Production : Manuel Munz
  - Production déléguée : Luís Galvão Teles
- Sociétés de production : Fado Filmes et Les Films Manuel Munz
- Société de distribution : SND (France)
- Pays de production :  France
- Langue originale : français
- Format : couleur — 2,35:1
- Genre : comédie
- Durée : 92 minutes
- Dates de sortie :
  - France : 20 juillet 2022

## Distribution
- Michèle Laroque : Marilou
- Thierry Lhermitte : Philippe
- Constance Labbé : Léa, la femme de Martin, belle-fille de Marilou et Philippe
- Nicolas Martinez : Olivier
- Sasha Atkas : Félix, le fils de Cécile et d'Arnaud, le petit-fils de Marilou et Philippe
- Manon Barroy : Juliette, la fille de Cécile et Arnaud, la petite-fille de Marilou et Philippe
- Roméo Do Vale : Casanova, le fils de Léa et Martin, le petit-fils de Marilou et Philippe
- Rodolphe Ferreira : Alves
- Nicole Ferroni : Cécile, fille de Marilou et Philippe
- Omar Mebrouk : Arnaud, mari de Cécile, beau-fils de Marilou et Philippe
- Judith Magre : Line, dite Mamiline, la mère de Philippe, grand-mère de Cécile et Martin

## Accueil

### Accueil critique
En France, le site Allociné donne une moyenne de 1,7/5 à partir de l'interprétation de 3 critiques de presse rencensées. Le faible nombre de critiques révèle un manque d'entrain certain de la presse envers la comédie, indépendamment de toute critique qualitative.
Pour Le Parisien, le film est construit sur « quelques facilités ». Toutefois, on « rit beaucoup des mésaventures de ce couple qui ne cherche rien que la tranquillité et sur lequel le sort s’acharne… joyeusement ». Le Soir Belgique résume toute sa vision de la comédie dans son titre : « qu’est-ce qu’on a fait au Bon Dieu pour mériter pareille comédie ? ». Pour la critique du Cinéman, tout en faisant parler le réalisateur pour formuler leur pensée, « au diable celles et ceux qui exigeraient du cinéma des histoires plus pointues, et des comédies familiales qu’elles cessent d’être le vecteur d’une morale cousue de fil blanc ». Ce sont bien là un résumé des critiques négatives où seules « quelques notes amusantes sur les conflits générationnels » semblent trouver grâce. Pour Télérama, « scénario peu inventif, dialogues plats et gags lourdauds pour une comédie plus que molle ».
Dans la presse régionale, Dernières Nouvelles d'Alsace parle de « personnages détestables, dans une comédie générationnelle qui l’est tout autant ».

### Box-office
Le premier jour de son exploitation en France, la comédie réalise 32 178 entrées, dont 6 389 en avant-première, pour 577 copies. En haut du box-office des nouveautés, il est suivi par le film animé fantastique et familial Mia et moi : l'héroïne de Centopia (12 032). Au bout de sa première semaine d'exploitation, la comédie réalise 155 491 entrées pour une 6e place au box-office, derrière Menteur (191 336) et devant Buzz l'éclair (85 011). La semaine suivante, le film perd une place (7e) et engrange 92 299 entrées supplémentaires, derrière Menteur (151 586) et devant La Nuit du 12 (72 629). Pour sa troisième semaine d'exploitation, le film chute à la 10e place du box-office français (52 910) derrière La Nuit du 12 (54 557) ; le film cumule 300 700 entrées.
| Pays ou région | Box-office      | Date d'arrêt du box-office | Nombre de semaines |
| -------------- | --------------- | -------------------------- | ------------------ |
| France         | 358 410 entrées | 6 septembre 2022           | 7                  |
| Total mondial  | 2 414 783 $     | -                          | -                  |

## Autour du film
- Pour les besoins du film, deux ânes ont été « invités » à participer au tournage au Portugal. Ces deux ânes sont les mêmes que ceux utilisés lors du tournage d'Antoinette dans les Cévennes[14].